# محوطه پنه پشت
محوطه پنه پشت در شهرستان رضوانشهر، بخش مرکزی، جنوب ییلاق بارگازمین واقع شده و این اثر در تاریخ ۲۷ بهمن ۱۳۸۲ با شمارهٔ ثبت ۱۰۹۳۸ به‌عنوان یکی از آثار ملی ایران به ثبت رسیده است.